# 作徒薄
作徒薄，又可称作薄、徒作薄，是一种被运用于秦代的记录文书。秦汉时期为控制社会，国家利用了一套文书制度联系上下级官府。除法律规定外，各级部门均使用作徒薄这种文书来对下属的徒隶进行管理，其内含有徒隶本人及相关任务的信息。

## 类型
作徒薄可以记录日期跨度为标准，分为日作薄及月作薄。由于此类文书为自命名类文书，根据文书本身标题及用途，又可分为作徒薄、徒作薄及徒薄冣。作徒薄为徒隶的管理机构所撰写，徒作薄则为徒隶的接受机构所撰写。前两种都为日作薄，徒薄冣为月作薄，为一个月中所撰徒作薄的整合文书。

## 格式
作徒薄标题中含有撰写日期及撰写人的官职，撰写人应为徒隶服劳役所在地的长官。正文分三部分，分别为接受徒隶的明细与数量、对接受徒隶所作工作的具体分工、部门长官针对上级的汇报文字。当作徒薄被递送至县一级官署后，其背面会添加收文记录。
徒作薄标题中含有撰写日期及撰写人的官职，撰写人应为徒隶所属机构的长官。正文与作徒薄类同，除其下属徒隶的个人身份及工作情况外另誊写工作所在官署。徒作薄如作徒薄一样会被送与当地的县级官署，并于文书背面签收。
徒薄冣格式与徒作薄略同，其内对徒隶性别、年龄进行了区分，记录了在不同地方一个月内总共服过劳役的徒隶人数。

## 出土文物
在里耶秦简的发掘工程中有多份作徒薄被整理出来，下为其中一份经过校对的徒薄冣类作徒薄文本：

### 脚注
1. ↑  见 沈刚：《里耶秦简》(壹)所见作徒管理问题探讨，载《史学月刊》2015年第2期，p.22
2. 1 2  见 沈刚：《里耶秦简》(壹)所见作徒管理问题探讨，载《史学月刊》2015年第2期，p.23
3. ↑  见 李勉：里耶秦简“徒簿”类文书的分类解析，载《重庆师范大学学报(哲学社会科学版)》2017年第4期，p.20
4. ↑  见 李勉：里耶秦简“徒簿”类文书的分类解析，载《重庆师范大学学报(哲学社会科学版)》2017年第4期，p.21
5. ↑  见 李勉：里耶秦简“徒簿”类文书的分类解析，载《重庆师范大学学报(哲学社会科学版)》2017年第4期，p.22
6. ↑  见 沈刚：《里耶秦简》(壹)所见作徒管理问题探讨，载《史学月刊》2015年第2期，p.25
7. ↑  见 李勉：里耶秦简“徒簿”类文书的分类解析，载《重庆师范大学学报(哲学社会科学版)》2017年第4期，p.24
8. ↑  .   [2018-07-12]. （原始内容存档于2018-07-13）.

### 论文
- 沈刚.《里耶秦简》(壹)所见作徒管理问题探讨[J].史学月刊.2015(2).
- 刘自稳.里耶秦简牍所见“作徒簿”呈送方式考察[J].中国人民大学学报.2018(3).
- 李勉,俞方洁.里耶秦简“徒簿”类文书的分类解析[J].重庆师范大学学报(哲学社会科学版).2017(4).
- 李亚光,赵宏坤.秦对“徒隶”的管理-以里耶秦简等简牍为中心[J].渤海大学学报(哲学社会科学版).2018(1).